# Língua romblomanon
Romblomanon é uma língua regional da família das Línguas malaio-polinésias falada junto com às línguas Asi e Onhan na província Romblon (toda ilha Romblon e ilhas Sibuyan; partes das ilha Tablas exceto Banton, Corcuera, Concepcion, Maestro de Ocampo e San_Jose, Carabao) nas Filipinas. 

## Outros nomes
O idioma também é chamado Ini, Tiyad Ini, Basi, Niromblon e Sibuyanon. Faz parte da família de idiomas bisayanos e está intimamente relacionada a outras línguas filipinas.

## Geografia
Especificamente, é falado nas seguintes ilhas em Romblon:
- Romblon, único município da ilha de mesmo nome.
- Ilha Sibuyan: todos os seus municípios, Cajidiocan, Magdiwang, e San Fernando, Romblon
- Tablas: município de San Agustin, Romblon | San Agustin.
- Oriental Mindoro: falantes de Romblomanon migrantes de Carmen em Tablas levaram o idioma particularmente ao município de Bansud e também falantes de Romblomanon migrantes de Tablas, Romblon e ilhas de Sibuyan para os seguintes municípios de Mansalay , Bulalacao e partes de Bongabong e Roxas, Oriental Mindoro Roxas, respectivamente.

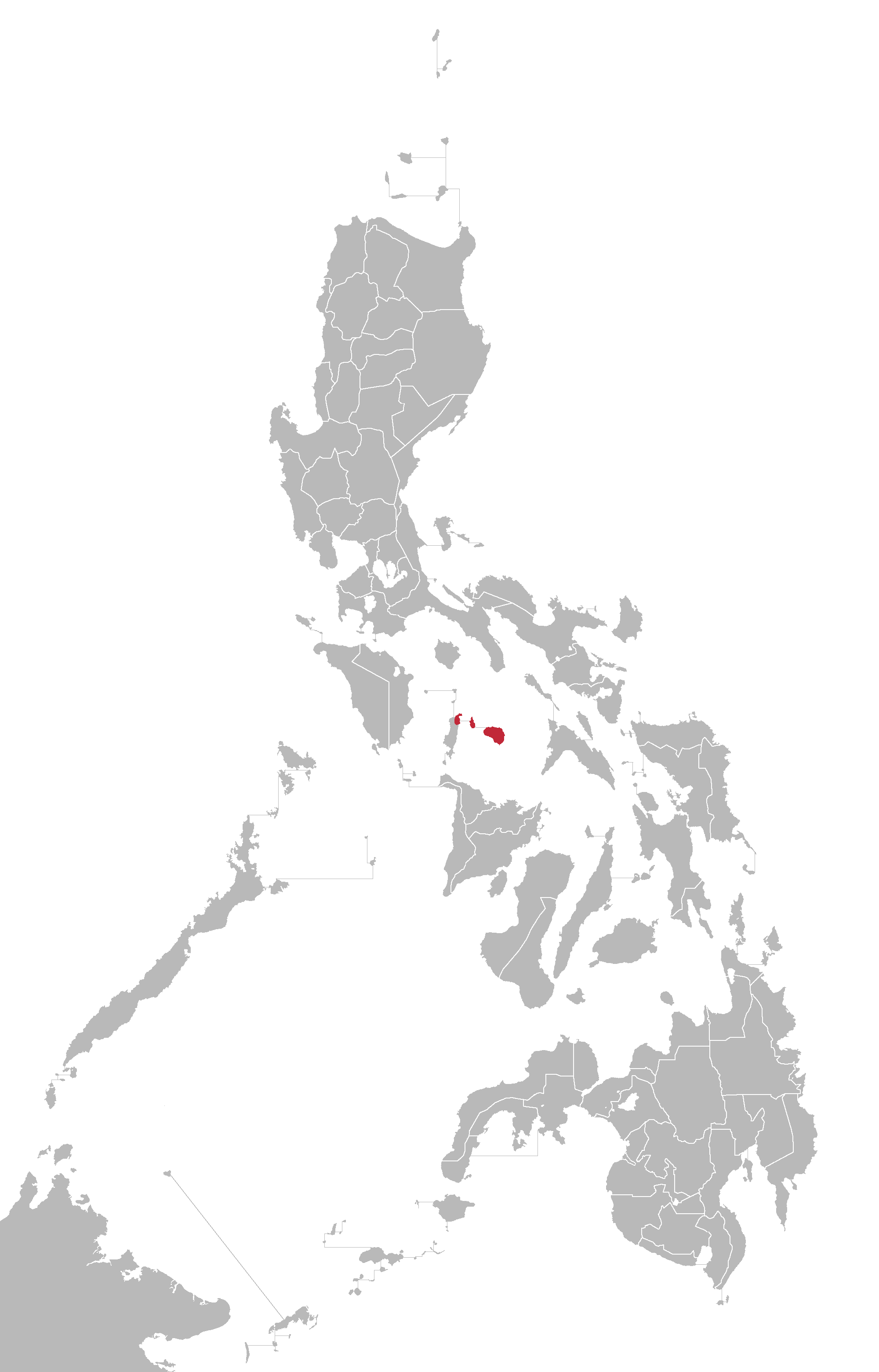
Onde se fala Romblomanon

## Gramática

### Pronomes

#### Pessoais
|                            | Absolutivo | Ergativo  | Oblíquo |
| -------------------------- | ---------- | --------- | ------- |
| 1ª pessoa singular         | ako        | nakon, ko | akon    |
| 2ª pessoa singular         | ikaw, ka   | nimo, mo  | imo     |
| 3ª pessoa singular         | siya       | niya      | iya     |
| 1ª pessoa plural inclusiva | kita       | naton     | aton    |
| 1ª pessoa plural exclusiva | kami       | namon     | amon    |
| 2ª pessoa plural           | kamo       | nindo     | indo    |
| 3ªd pessoa plural          | sinda      | ninda     | inda    |

#### Demonstrativos
|                                                                                | Absolutivo   | Ergativo/Oblíquo | Locativo    | Existencial |
| ------------------------------------------------------------------------------ | ------------ | ---------------- | ----------- | ----------- |
| Mais próximo do orador (aqui, aqui)                                            | iní          | tiyadní          | dirí        | y)          |
| Próximo ao destinatário ou não próximiodo falante ou e destinatário (que, ali) | inâ          | tiyadnâ          | dirâ        | y) ára '    |
| Remoto (distante, além)                                                        | adtó tiyadtó | didtó            | (y) á (d) a |             |

Adicionalmente, existem duas dêixis verbais,  karí , que significa vir ao orador, e  kadto , que significa ir além.

### Interrogativos
| Romblomanon | Português                | Exemplo                                                       |
| ----------- | ------------------------ | ------------------------------------------------------------- |
| Agora       | Como                     | Como assim? "Qual é o seu nome?"                              |
| San-o       | Quando                   | Quando você chegou a Romblon? "Quando você vai para Romblon?" |
| Diin        | Onde                     | Onde você esteve? "Onde você vai"                             |
| Sin-o       | Quem                     | Quem são seus colegas? "Quem é seu companheiro?"              |
| Kamusta     | Como                     | Como você está? "Como está?"                                  |
| Pa-unó      | omo (um derivado do quê) | Como você pode vender? "Como você pode ir?"                   |
| Pila        | Quanto / Quantos         | Quanto é este? "Quanto é este?"                               |

## Exemplos

### Numeração
| Números | Romblomanon           |
| ------- | --------------------- |
| 1       | Isá                   |
| 2       | Duhá                  |
| 3       | Tuyó                  |
| 4       | Upat                  |
| 5       | Limá                  |
| 6       | Onum                  |
| 7       | Pitó                  |
| 8       | Wayó                  |
| 9       | Siyám                 |
| 10      | Napúyô                |
| 100     | Isa-kagatús           |
| 1000    | Isa-kalibó            |
| 1º      | Una                   |
| 2º      | Panga-duhá            |
| 3º      | Pang-tuyó / Pangat-lo |
| 4º      | Pang-upat             |
| 5º      | Pang-limá             |
| 6º      | Pang-onum             |
| 7º      | Pang-pitó             |
| 8º      | Pang-wayó             |
| 9º      | Pang-siyám            |
| 10º     | Pang-napúyô           |

### Palavras e expressões
| Romblomanon / Dial. Sibuyanon (San Fernando)  | Tagalo              | Português        |
| --------------------------------------------- | ------------------- | ---------------- |
| Ambo / Ilaga (Sibuyan)                        | Daga                | Rato             |
| Asó                                           | Usok                | Fumaça           |
| Ayam / Ajam (Sibuyan)                         | Aso                 | Cão              |
| Ayaw mag pinisik / Ajaw mag pinisik (Sibuyan) | Huwag kang malandi. | Não paquere      |
| Babaye / Baje (Sibuyan)                       | Babae               | Fêmea            |
| Bu-ang                                        | Baliw               | Louco            |
| Bukon, Indi                                   | Hindi               | Não              |
| Bulan / Buyan (Sibuyan)                       | Buwan               | Mês              |
| Bungoy                                        | Bingi               | Surdo            |
| Buroy                                         | Bobo                | Idiota           |
| Buta                                          | Bulag               | Cego             |
| Buwas                                         | Bukas               | Amanhã           |
| Hadakon, Hambugon                             | Mayabang            | Arrogante        |
| Hadlok                                        | Takot               | Medo             |
| Mus na                                        | Tara na Vamos!      |                  |
| Hangit ako sa imo                             | Galit ako sa iyo    | Eu te odeio      |
| Higko / Higtang (Sibuyan)                     | Dumi                | Sujo             |
| Hu-o                                          | Oo                  | Sim              |
| Ibabaw                                        | Itaas               | Acima            |
| Idayum                                        | Ilalim              | Abaixo           |
| Kabu-ot ka / Kabuoton ka (Sibuyan)            | Mabait ka           | Tu és gentil     |
| Ka-guapa ka / Kaguapahon ka (Sibuyan)         | Maganda ka          | Tu és linda      |
| Ka-guapo ka / Kaguapuhon ka (Sibuyan)         | Gwapo ka            | Tu és lindo      |
| Kalag                                         | Kaluluwa            | Espírito         |
| Galaum / Gasi                                 | Akala               | Suposição        |
| Kanam                                         | Laro                | Jogar            |
| Kwarta                                        | Salapi              | Dinheiro         |
| Layaki / Yaki (Sibuyan)                       | Lalaki              | Macho            |
| Maayo nga adlaw / Maajo na Adlaw (Sibuyan)    | Magandang araw      | Bom dia          |
| Maayo nga aga / Maajo na Aga (Sibuyan)        | Magandang umaga     | Boa manhã        |
| Maayo nga gabi-i / Maajo na Gab-i (Sibuyan)   | Magandang gabi      | Boa noite        |
| Maayo nga hapon / Maajo na Hapon (Sibuyan)    | Magandang hapon     | Boa tarde        |
| Mabinuligon                                   | Matulungin          | Prestativo       |
| Madamo nga salamat                            | Maraming salamat    | Muito obrigado   |
| Magdahan ka                                   | Mag-ingat ka        | Se cuide         |
| Mahuga                                        | Mahirap             | Difficult        |
| Mahugod / Mapisan (Sibuyan)                   | Masipag             | Trabalhador      |
| Maisog / Kaisugon (Sibuyan)                   | Matapang            | Bravo            |
| Makusog / Kakusugon (Sibuyan)                 | Malakas             | Forte            |
| Mala-in / Kalainon (Sibuyan)                  | Masama              | Mau              |
| Malipay                                       | Masaya              | Feliz            |
| Maluya / Maluja (Sibuyan)                     | Mabagal             | Lento            |
| Manamit / Kanamiton (Sibuyan)                 | Masarap             | Delicioso        |
| Manang                                        | Ate                 | Irmã mais velha  |
| Manong                                        | Kuya                | Irmão mais velho |
| Mayad / Majad (Sibuyan)                       | Matalino            | Inteligente      |
| Merkado                                       | Pamilihan           | Mercado          |
| O-ning / Kuring (Sibuyan)                     | Pusa                | Gato             |
| Palangga Ta Gid Ikaw                          | Mahal na mahal kita | Eu te amo muito  |
| Palangga ta ikaw                              | Mahal kita          | Eu te amo        |
| Pisikon / Pisikan                             | Malandi             | Paquera          |
| Pusong / Bakakon                              | Sinungaling         | Mentiroso        |
| Semana                                        | Linggo              | Semana           |
| Sinsilyo                                      | Barya               | Moedas           |
| Subay                                         | Langgam             | Formiga          |
| Tubi                                          | Tubig               | Água             |
| Tu-ig                                         | Taon                | Ano              |
| Tu-o                                          | Kanan               | Direita          |
| Waya                                          | Kaliwa              | Esquerda         |
| Yawa / Jawa (Sibuyan)                         | Kasamaan            | Demônio          |

## Amostra de texto
- Ma’äyo nga äga sa ïmo lüla. Bom dia pra ti, vovó.
- Ma’äyo da nga äga. Bomdia (pra ti), também.
- Pwïdi ba ako maka’isturbo sa ïmo? Posso te incomodar por um momento?
- Hü’o, pwïdi Sim, de certo
- Gusto ko magtu’on ning Rumblumänon nga hambay. I Tu gostarias de aprender a língua Rumblumano?
- Tudlu’an ta ikaw. I Eu vou te ensivar (então).